# آدم هاريس
آدم هاريس (بالإنجليزية: Adam Harris)‏ هو سياسي أمريكي، ولد في 14 أكتوبر 1975 في الولايات المتحدة. حزبياً، نشط في الحزب الجمهوري. وقد انتخب عضو مجلس نواب بنسيلفانيا.

## وصلات خارجية
- الموقع الرسمي